# 齐根吕克
齐根吕克（德語：Ziegenrück，發音：[ˈtsiːɡn̩ʁʏk] ⓘ）是德国图林根州萨勒-奥拉县的城市，面积8.25平方千米，2023年12月31日人口为615人。